# Cash Flow (Ace Hood)
Cash Flow (in italiano: Flusso di cassa) è il singolo di debutto del rapper statunitense Ace Hood, estratto dal primo album "Gutta". La canzone è stata prodotta dal famoso duo di beatmaker The Runners e reca i featuring di T-Pain e Rick Ross, il primo osannato cantante R&B e il secondo altro affermato rapper del Dirty South.
Ace Hood, T-Pain e Rick Ross sono gli stessi autori del testo, più DJ Khaled.

## Informazioni
Ace Hood rappa la prima e la seconda strofa della canzone, mentre Rick Ross rappa la terza e ultima e T-Pain canta il ritornello. DJ Khaled introduce brevemente la canzone con le sue solite urla.
Allo stesso modo di gran parte dei successivi lavori di Ace Hood, questo suo singolo d'esordio non ha riscosso in generale il successo pronosticato, riscuotendo nella Hot 100 risultati bassissimi e raggiungendo solo la posizione n.55 nella Hot R&B/Hip-Hop Songs.

## Videoclip
Il videoclip è stato pubblicato il 1º maggio 2009, lo stesso giorno del singolo. Vi fanno cameo diversi artisti, quali Felicia Pearson, Fat Joe, DJ Nasty, Flo Rida, Fabolous, Brisco, Trick Daddy, Dunk Ryders, gli stessi The Runners, Lil' Wayne e Birdman.

## Classifica
| Chart (2008)                                          | Posizione massima |
| ----------------------------------------------------- | ----------------- |
| Stati Uniti d'America Billboard Hot R&B/Hip-Hop Songs | 55                |
| U.S.A. Billboard Hot Ringtones                        | 2                 |